# Friedrich Curtius (Sportfunktionär)

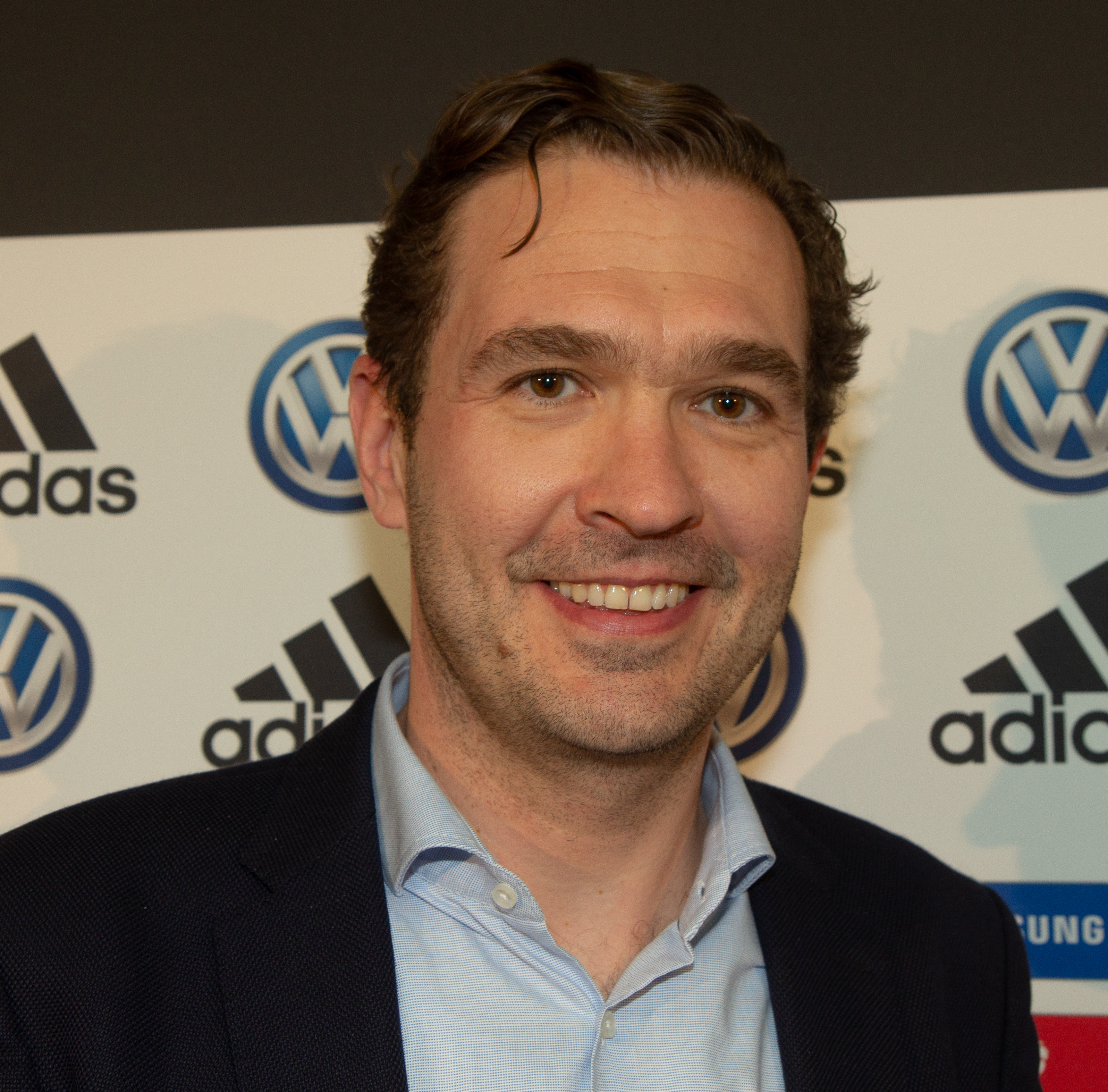
Friedrich Curtius, 2019

Friedrich Curtius (* 9. September 1976 in Bonn) ist ein deutscher Sportfunktionär.
Vom 18. März 2016 bis zum 26. Mai 2021 war er Generalsekretär des Deutschen Fußball-Bundes (DFB), bei dem er die DFB-Zentralverwaltung leitete und unter anderem die Bereiche Marketing, Sponsoring und Kommunikation verantwortete.

## Leben und Ausbildung
Nach dem Abitur besuchte Curtius für einige Monate das Dickinson College in Pennsylvania. Ab dem Wintersemester 1996/1997 studierte er Rechtswissenschaften an der Ruprecht-Karls-Universität Heidelberg.
Nach einem einjährigen Auslandsaufenthalt in Montpellier schloss Curtius sein Jurastudium 2001 mit dem ersten juristischen Staatsexamen ab. Mit einer Arbeit über „Entwicklungstendenzen im Genehmigungsrecht“ wurde er 2004 am Institut für deutsches und europäisches Verwaltungsrecht der Universität Heidelberg promoviert. Anschließend absolvierte er am Landgericht Hamburg seinen juristischen Referendardienst, den er im August 2006 mit dem zweiten juristischen Staatsexamen abschloss.
Er lebt heute in Frankfurt am Main.

## Aktiver Fußball
Friedrich Curtius ist Mitglied beim SV Darmstadt 98. Er spielte in seiner Jugend dort sowie bei der TG Bessungen aktiv Fußball.

## Fußballfunktionär
Curtius arbeitete seit 2006 beim Deutschen Fußball-Bund.
Er absolvierte eine Station in seinem juristischen Referendariat beim Organisationskomitee für die Fußball-WM 2006. 2007 wurde er Referent im Generalsekretariat, später dann Büroleiter des damaligen DFB-Generalsekretärs Wolfgang Niersbach.
Mit der Wahl von Wolfgang Niersbach zum Präsidenten des DFB übernahm Curtius die Leitung des Präsidialbüros. Curtius wurde am 18. März 2016 zum Generalsekretär des DFB berufen. Er folgte in dieser Funktion auf Helmut Sandrock. Mit seiner zehnjährigen Erfahrung an den unterschiedlichen Stellen des DFB sollte Curtius in den Augen des DFB für Kompetenz und Neubeginn stehen und dem Verband eine neue Struktur geben. Curtius war nach der Sommermärchen-Affäre und dem Rücktritt des DFB-Präsidenten Reinhard Grindel mit der Umstrukturierung der Arbeit der DFB-Zentralverwaltung betraut. Zudem verantwortete er den Aufbau der neuen DFB-Akademie.
Nach seinem Amtsantritt wurden umfangreiche Maßnahmen in der Struktur des Verbands ergriffen, um eine „striktere Trennung des ideellen Bereichs vom wirtschaftlichen Geschäftsbetrieb“ zu erreichen. Curtius bildete seither gemeinsam mit vier Direktoren und dem Chefjustiziar die Geschäftsführung des DFB. Curtius war zudem Mitglied im Aufsichtsrat der TV-Produktionsfirma Sportcast, einem Tochterunternehmen der DFL.
Im Zuge eines Professionalisierungsprozesses sollten alle wirtschaftlichen Geschäftsbetriebe in die Tochtergesellschaft DFB GmbH ausgegliedert werden. Die DFB GmbH sollte von Curtius und Oliver Bierhoff geführt werden.
Curtius und der DFB vereinbarten am 26. Mai 2021 eine Vertragsauflösung.

## Kontroversen

### Streit mit Präsident Keller und DFL
Das Verhältnis von Curtius sowohl zum DFB-Präsidenten Fritz Keller als auch zum Ligaverband DFL gilt mit Stand Januar 2021 als zerrüttet. Zwischen Präsident und Generalsekretär tobte ein Machtkampf. Das Präsidium der DFL beschloss Ende 2020 einstimmig, den DFB zu bitten, Curtius nicht in Sitzungen der DFL zu entsenden. Ein zentraler Punkt ist der Einsatz der Firma Esecon, die nicht nur den Skandal um die Vergabe der WM 2006 aufklären soll, sondern angeblich vom DFB bezahlt wird, den Wikipedia-Artikel von Curtius zu verfälschen. Im Januar 2021 beschloss das DFB-Präsidium, dass die beiden „unverzüglich letztmalig einen gemeinsamen Versuch unternehmen“, „Regeln und Rollen für eine künftige gemeinsame professionelle Zusammenarbeit zu diskutieren und festzulegen“. Nach einer Äußerung von Fritz Keller, in welcher er den DFB-Vizepräsidenten Rainer Koch mit dem NS-Richter und Präsidenten des Volksgerichtshofs Roland Freisler verglichen hatte, erstattete Curtius im April 2021 schriftliche Anzeige gegen Keller bei der DFB-Ethikkommission. Am 2. Mai 2021 wurden Keller sowie Curtius bei einer geheimen Abstimmung der Landes- und Regionalverbände das Vertrauen entzogen. Mit 20 Ja- und 14 Nein-Stimmen bei drei Enthaltungen stimmte die Konferenz für einen Rücktritt von Curtius, um weiteren Schaden vom DFB abzuwenden.
Curtius soll sich vor dem verbandsinternen Sportgericht wegen der Umstände der Kündigung des Büroleiters von Fritz Keller sowie der Weitergabe eines verbandsinternen Schreibens an den Medienberater Kurt Diekmann verantworten.

### Kooperationsvertrag mit Sporttotal
Um die Spiele von Amateurfußballern mittels eines speziellen 180-Grad-Kamerasystems zu streamen, schloss der DFB einen Rahmenvertrag mit dem Sportvermarkter Sporttotal über eine Laufzeit von zehn Jahren ab. Die Vergabe geriet nach einem Bericht des Nachrichtenmagazins Der Spiegel im Juni 2018 in die Schlagzeilen, da der Verdacht der Vetternwirtschaft entstand. Die Vergabe erfolgte ohne Ausschreibung und der Geschäftsführer von Sporttotal, Peter Lauterbach, war mit Curtius zusammen zur Schule gegangen.
Curtius gab an, auf die persönliche Verbindung hingewiesen und den Vorgang an die zuständigen Stellen im DFB übergeben zu haben. Curtius verwies zudem darauf, dass der Konkurrent von Sporttotal, Soccerwatch, erst 2017 über ein vergleichbares technisches Angebot verfügte und Curtius weiterhin mit dem Unternehmen Gespräche führt. Seit 2019 gibt es auch eine Rahmen-Vereinbarung zwischen DFB und Soccerwatch.

### Mandatsvergabe an Freshfields
Zur Aufarbeitung der Sommermärchen-Affäre beauftragte der DFB die Kanzlei Freshfields Bruckhaus Deringer, eine Untersuchung durchzuführen. Im Oktober 2015 wurde Kritik an der Vergabe des Mandats an die Kanzlei laut, da der mandatsführende Anwalt Christian Duve persönlich mit Curtius, damals Büroleiter des DFB-Präsidenten Niersbach, über einen Rotary-Club in Frankfurt am Main bekannt war. Der DFB verwies darauf, dass die Mandatierung aufgrund einer Empfehlung seitens des Medienrechtlers Christian Schertz zustande gekommen sei, was Schertz jedoch nicht bestätigte. Sowohl die Kanzlei als auch der DFB sahen keinen Hinweis auf einen Interessenskonflikt. Der DFB wies zudem darauf hin, dass Freshfields bereits für das Organisationskomitee der Fußballweltmeisterschaft 2006 tätig war und somit bereits vor dem Dienstantritt von Curtius. Dies stellte jedoch die Unabhängigkeit der Untersuchung der Kanzlei in Frage.

### Vertrag zum Wikipedia-Artikel
Im Januar 2021 machte Der Spiegel publik, dass der DFB im Juni 2019 das Beratungsunternehmen Esecon beauftragt hat, den Wikipedia-Artikel Friedrich Curtius (Sportfunktionär) zu erweitern und zu pflegen. Esecon kalkulierte dafür einmalig 15.000 Euro (für den Artikel-Aufbau) und 1.200 Euro pro Monat für die Artikel-Pflege. Das Nachrichtenmagazin beruft sich in seinem Artikel auf den Vertrag zwischen dem DFB und dem Unternehmen Esecon. Den Vertrag unterschrieben Friedrich Curtius als Generalsekretär und der Schatzmeister Stephan Osnabrügge; Der Spiegel konnte ihn einsehen. In einer Pressemitteilung vom 22. Januar 2021 entschuldigte sich der DFB dafür, die Beiträge nicht als paid editing gekennzeichnet zu haben; das Vorgehen selbst hält der DFB für unproblematisch. Zu welchen Zwecken der DFB einen Dienstleister mit der Überarbeitung beauftragte, ist (Stand 22. Januar 2021) unbekannt. In einem Artikel der F.A.Z. vom 1. Februar 2021 wird das Wirken von Friedrich Curtius unter der Überschrift „Der Karrierist“ als Folge 1 über die „Drahtzieher im DFB“ dargestellt.